# Osbert Sitwell
Francis Osbert Sacheverell Sitwell (Londres, 6 décembre 1892 – Castello di Montegufoni, 4 mai 1969), 5e baronnet, est un poète anglais.

## Biographie
Osbert Sitwell est né au 3 Arlington Street, près de Piccadilly à Londres. Il fait ses études à Eton. Pendant la Première Guerre mondiale, il sert dans les tranchées, où il commence à écrire. Il est frère de Dame Edith Sitwell et de Sacheverell Sitwell, tous deux également poètes. Osbert Sitwell est l'auteur de nombreux recueils de poèmes, de nouvelles et de romans, dont Before the Bombardment (1926). Son autobiographie en cinq volumes (Left Hand, Right Hand), rédigée entre 1944 et 1950, offre un portrait détaillé de son père, l'excentrique Sir George Sitwell. 
Sir Osbert Sitwell collabore au Burlington Magazine et édite les écrits du peintre Walter Sickert. Il est connu comme « Sir Osbert » après 1943, quand il succède son père au titre de baronnet.
Homosexuel, Sir Osbert passe les derniers ans de sa vie en Italie, au Castello di Montegufoni en Toscane, acheté par son père. Il y est mort en 1969, souffrant de la maladie de Parkinson. Il fut incinéré, et, en accord avec ses demandes, un copié de son roman favori, Before the Bombardement fut ajouté. Ses cendres furent enterrés dans le cimetière des Allori à Florence.

## Quelques œuvres
- Triple Fugue (nouvelles) (1924)
- Discursions on Travel, Art and Life (essais) (1925)
- Before the Bombardment (roman) (1926)
- The Man Who Lost Himself (roman) (1929)
- Collected Poems and Satires (1931)
- Miracles on Sinaï (roman) (1934)
- Those Were the Days (roman) (1937)
- A Place of One's Own (roman) (1940)
- Selected Poems (1943)
- Left Hand! Right Hand! (autobiographie, vol. 1) (1944)
- Sing High, Sing Low (poèmes) (1944)
- The Scarlet Tree (autobiographie, vol. 2) (1946)
- Four Songs of the Italian Earth (1948)
- Great Morning (autobiographie, vol. 3) (1947)
- Laughter in the Next Room (autobiographie, vol. 4) (1948)
- Noble Essences (autobiographie, vol. 5) (1950)
- Tales My Father Taught Me (1962)
- Pound Wise (Final Complete Work) (1963)